# Imigração brasileira na Austrália
Brasilo-australiano, ou brasileiro australiano, é um cidadão australiano de nascimento ou descendência brasileira.
De acordo com o censo de 2011, 14 509 australianos nasceram no Brasil, enquanto 12 234 alegaram ter ascendência brasileira, seja ascendência brasileira pura ou com outra ascendência. Houve um aumento significativo de 93,6 por cento a partir do censo de 2006, que havia registrado 6 647 pessoas nascidas no Brasil, enquanto 7 491 tinha reivindicado ascendência brasileira.

## Imigração brasileira
Embora a migração brasileira nos séculos XVII e XIX não ter sido documentado, há evidências da presença brasileira no início da Austrália. No entanto, a evidência concreta de uma presença brasileira na Austrália não aparece até a virada do século XX, quando o censo oficial de 1901 contou 105 pessoas nascidas no Brasil, residindo na Austrália.

### Duas ondas de imigração
Os primeiros migrantes brasileiros começaram a chegar na Austrália, em meados dos anos 1970. Eles foram atraídos para a Austrália por um regime de apoio do governo australiano. A segunda onda de migração começou no final de 1990 e continua até hoje. É amplamente atribuído ao crescente poder sócio-econômico no Brasil desde a década de 1980 e o forte desejo dos brasileiros de aprender a língua inglesa. A Austrália está se tornando um destino atraente para aprender inglês depois dos Estados Unidos e da Inglaterra, devido a Austrália ter um clima muito mais ameno e uma comunidade brasileira menor.
Também tem havido um afluxo de estudantes brasileiros que vão para as universidades australianas, entre elas estão: a Universidade de Sydney, a Universidade de Melbourne, a Universidade de Queensland, a Universidade de Newcastle e o Instituto Real de Tecnologia de Melbourne. Estes alunos vêm independente das suas famílias em matéria de vistos de estudo, e, geralmente, voltam para casa após a conclusão dos seus estudos. Os brasileiros tornaram-se a maior fonte de matrículas de estudantes estrangeiros na Austrália, fora da Ásia.

## Demografia e estatística
De acordo com o censo de 2001 realizado pelo Conselho Australiano de Estatística, havia quase 5 mil pessoas que vivem na Austrália que se identificaram como sendo de origem brasileira. Este foi um aumento de 39% a partir de 1996.
A cidade e capital australiana de Sydney é o lar da maior proporção de imigrantes de origem brasileira (2 490). Vitória vem em segundo lugar (780), com Queensland (670) e Austrália Ocidental (380) em terceiro e quarto, respectivamente.
Os próprios brasileiros podem ser de variadas origem: Europeia, sul-americana, africana, árabe, do Leste Asiático e etnia/origem étnica ameríndia.

## Brasilo-australianos notáveis
- Reinaldo
- Caroline Correa
- Héritier Lumumba
- Glenn McMillan
- Fernando de Moraes
- Aseem Pereira
- Agenor Muniz
- Gustavo Falciroli
- Henrique